# Marcos Lechet
Marcos Lechet (Toledo, España, 1972) es un activista español de personas con discapacidad auditiva que ha logrado varios hitos, tanto a nivel nacional, como internacional. Quedó totalmente sordo a la edad de cinco años y recuperó la audición a los 23, gracias a implantes cocleares, lo que le llevó a convertirse en activista. Lidera la campaña 'Queremos Oír', que aboga por implantes cocleares y el mantenimiento de audífonos asequibles. Igualmente, lideró la campaña para la homologación y uso de mascarillas potectoras transparentes durante la pandemia de COVID-19 con el fin de mejorar la accesibilidad comunicativa de las personas con discapacidad auditiva.
Dichas campañas han generado una importante concienciación pública, llegando al ámbito político (incluidas reuniones con ministros y el Presidente del Gobierno en España), que provocó cambios en las políticas, especialmente la homologación de mascarillas transparentes en España.
Realiza funciones de portavoz de la comunidad de personas con discapacidad auditiva en España, ante los medios de comunicación y ha sido incluido en una lista Forbes de personas influyentes.

## Biografía
Marcos Lechet perdió completamente la audición a la edad de cinco años debido a la reacción de un medicamento ototóxico durante el tratamiento del sarampión, convirtiéndose en un sordo poslocutivo (después de aprender a hablar). Pasó 18 años viviendo en silencio absoluto, hasta que a la edad de 23 años recibió implantes cocleares, lo que le permitió oír de nuevo.
Esta experiencia de perder la audición a una edad temprana y vivir sin ella durante un período significativo, tuvo impacto en su desarrollo y posterior activismo.
De la experiencia de volver a oír recuerda «el murmullo de la calle, los coches, la gente, la voz de su madre. Era volver a vivir, volver a estar en un lugar que yo sentía que me pertenecía». El impacto que le causó volver a oír gracias al implante coclear y la carga financiera de su mantenimiento, fueron la motivación principal para su activismo, unida a la injusticia de que las personas sordas pudieran perder la capacidad de oír de nuevo, por el alto coste de mantenimiento.

## Campañas
Su activismo comenzó alrededor de 2013. Su objetivo inicial era hacer que los implantes cocleares y los audífonos fueran más asequibles y accesibles para quienes los necesitan, abordando las dificultades financieras que enfrentan muchas familias para su mantenimiento. Comenzó su defensa en solitario, sin el apoyo de organizaciones establecidas, utilizando la plataforma Change.org para obtener apoyo público, recogiendo más de 170 000 firmas. Este fue el germen de la campaña 'Queremos Oír'.
Con las firmas recogidas, acudió directamente a la Ministra de Sanidad y a otros funcionarios gubernamentales para abordar los altos costes de los dispositivos y el mantenimiento, y la cobertura limitada para adultos mayores de 16 años, destacando la discriminación por edad en las disposiciones de atención médica. Al dirigirse a la política gubernamental y crear conciencia pública a través de peticiones y apelaciones directas, su objetivo era crear un cambio duradero en la prestación de atención médica para las personas con discapacidad auditiva, abogando por un sistema más equitativo donde la capacidad de oír no esté condicionada por la situación económica.
Durante la pandemia de COVID-19, en respuesta a las graves barreras de comunicación creadas por las mascarillas opacas obligatorias que impedían la lectura de labios, inició otra petición en Change.org para la homologación de mascarillas transparentes que permitieran la lectura de labios. Compartió su experiencia personal de sentirse aislado e incapaz de comunicarse, enfatizando cómo las mascarillas le hacían sentir «completamente aislado» e incapaz de entender incluso a su familia y amigos.
Tras la homologación, continuó solicitando su uso obligatorio en oficinas públicas, escuelas y universidades, con el objetivo de garantizar la accesibilidad a personas sordas.

## Reconocimientos
Lechet fue incluido en la lista Forbes de «Las otras cien mayores fortunas de España» en 2021, una lista que incluye a personas que generan un impacto positivo y valor significativo para la sociedad.